# Federación Masónica de Chile
La Federación Masónica de Chile es un organismo masónico de la República de Chile que tiene por finalidad mejorar la fraternidad y la comunicación entre las distintas obediencias masónicas de Chile y promover una masonería universal.
Fue fundada el día 1 de octubre de 2016 bajo los auspicios de la Confederación Masónica Americana, COMAM, filial Chile, durante el Primer Encuentro Interobediencial de instituciones masónicas de Chile, por la Gran Logia Autónoma de Chile, la Gran Logia Mixta de Chile, el Gran Oriente de Chile, el Gran Oriente Latinoamericano, la Orden Mundial Mixta de Chile y la Gran Logia Femenina de Chile.